# جاكوب هارت إلا
جاكوب هارت إلا هو سياسي أمريكي، ولد في 18 يوليو 1820 في روتشستر في الولايات المتحدة، وتوفي في 21 أغسطس 1884. نشط حزبياً في الحزب الجمهوري. وقد انتخب عضو مجلس النواب الأمريكي ‏.